# Bernd Storck
Bernd Storck (Herne (Alemanya), RFA, 25 de gener de 1963) és un exfutbolista i actualment entrenador de futbol alemany. En l'actualitat és l'entrenador de la selecció de futbol d'Hongria.

## Carrera com a futbolista
Storck va debutar com a futbolista a la Bundesliga amb l'VfL Bochum. L'estiu de 1983, fa fitxar pel Borussia Dortmund, on va romandre durant sis anys. El seu màxim èxit com a professional va arribar quan va guanyar la DFB-Pokal 1988–89. Va disputar 170 partits a la Bundesliga, en els quals va marcar vuit gols.

## Carrera com a entrenador
Després d'acabar la seva carrera com a futbolista, va fer el curs d'entrenador i va passar a ser segon entrenador successivament amb els clubs Borussia Dortmund, VfB Stuttgart, Hertha BSC, VfL Wolfsburg, i FK Partizan Belgrad.

### Almaty
A mitjan temporada 2008 fou nomenat entrenador del club Kazakh FC Almaty, del qual en va evitar el descens el 2008.

### Kazakhstan
Al mateix temps fou nomenat entrenador de la selecció Sub-21 del Kazakhstan.
L'1 de març de 2010, Storck va signar un contracte per un any com a entrenador de la Selecció kazakh de futbol. Viktor Katkov, vicepresident de la Federació de Futbol del Kazakhstan, va dir que "El nostre jove equip progressa en cada partit, tal com s'ha vist en els partits contra Croàcia i contra Ucraïna al final de la fase de classificació per la Copa del Món. La filosofia futbolística de Bernd és moderna i estem segurs que ens proporcionarà més avenços." Storck va afegir: "Estic content de tenir l'oportunitat de continuar la meva tasca amb la Federació de Futbol del Kazakhstan. Hem progressat, i estic satisfet de poder continuar amb l'equip. És interessant per a mi de veure el desenvolupament dels joves futbolistes, i del conjunt del futbol Kazakh, que s'està desenvolupant tot just ara, i millorant respecte d'Europa. Espero que el nostre treball conjunt doni fruits i que l'equip ho pugui fer bé a la fase de classificació per a l'Eurocopa 2012."
Fou acomiadat el 16 d'octubre de 2010 després d'un pobre inici de la fase de classificació per a l'Eurocopa 2012. El Kazakhstan va perdre contra Turquia, Àustria, i Bèlgica. El seu darrer partit fou una derrota per 3-0 contra Alemanya. Sayan Khamitzhanov, secretari general de la Federació de Futbol del Kazakhstan va dir que "Podem veure el progrés de l'equip perquè els nostres jugadors joves estan adquirint una experiència important. De tota manera, ens havíem proposat obtenir almenys tres punts en quatre partits i això no s'ha assolit. Aquesta és la raó per la qual la Federació ha decidit de canviar l'entrenador."

### Hongria Sub-20
Storck fou entrenador de la selecció d'Hongria Sub-20 al Mundial Sub-20 de 2015. Hongria va guanyar el seu primer partit contra Corea del Nord i va perdre contra el Brasil i contra Nigèria en la fase de grups, tot i que es va classificar per les eliminatòries. De tota manera, a vuitens de final, foren eliminats pels eventuals campions, Sèrbia, per 2-1 amb un gol en el temps afegit.

### Hongria
El de 20 juliol de 2015, fou nomenat entrenador de la selecció d'Hongria absoluta després de la dimissió de Pál Dárdai, qui va esdevenir entrenador del Hertha BSC de la 1.Bundesliga.
El 4 de setembre de 2015, Hongria va empatar (0-0) contra Romania al Groupama Arena, i tres dies més tard, el 7 de setembre de 2015 va empatar amb Irlanda del Nord al Windsor Park, a Belfast, Irlanda del Nord.
El 20 d'octubre de 2015, Storck va fer fora els entrenadors assistents de la selecció, Imre Szabics, István Sallói, i József Andrusch. Storck va convèncer el seu excompany d'equip, Andreas Möller, per ajudar-lo a preparar la selecció contra Noruega als play-offs de classificació per a l'Eurocopa 2016.
El 15 de novembre de 2015, Storck va classificar Hongria per l'Eurocopa de 2016, després de 44 sense que el país ho aconseguís (el darrer cop fou l'Eurocopa 1972. Hongria va batre Noruega al primer partit dels play-offs per 1-0. L'únic gol del partit fou marcat per László Kleinheisler, qui no havia jugat ni un partit en la temporada 2015–16 a la primera divisió hongaresa amb el seu club, el Videoton FC. Al partit de tornada, l'equip de Storck va batre Noruega per 2-1 i es va classificar així per a la fase final de l'Eurocopa 2016.
Un dia després de l'èxit en l'eliminatòria de playoff contra Noruega, Stork va ampliar el seu contracte amb la Federació de Futbol d'Hongria fins al final de l'Eurocopa 2016.
En una entrevista amb el lloc web oficial de l'Hertha BSC, Pál Dárdai, antic entrenador de l'equip hongarès, va dir que ell havia construït la base de l'equip, i que Storck hi havia afegit la seva part per arribar a la fase final de l'Eurocopa 2016.
En una entrevista amb el diari hongarès Nemzeti Sport, Storck fou preguntat sobre quines havien estat les seves millors decisions preses des del moment en què fou nomenat. Va dir que hauria preferit haver atacat en el partit contra Romania al seu partit del Grup F de classificació per l'Eurocopa al Groupama Arena de Budapest, per mostrar quina era la seva filosofia, però que va decidir de defensar perquè no tenia prou temps abans del partit per reconstruir l'equip. També va dir que haver situat tant Gábor Király com Richárd Guzmics a l'equip titular havia estat una bona decisió.

## Estadístiques de clubs

### Club
| Actuació per club   | Actuació per club   | Actuació per club   | Lliga   | Lliga | Copa    | Copa | Continental | Continental | Total   | Total |
| Temporada           | Club                | Lliga               | Partits | Gols  | Partits | Gols | Partits     | Gols        | Partits | Gols  |
| RFA                 | RFA                 | RFA                 | Lliga   | Lliga | Copa    | Copa | Continental | Continental | Total   | Total |
| ------------------- | ------------------- | ------------------- | ------- | ----- | ------- | ---- | ----------- | ----------- | ------- | ----- |
| 1981–82             | VfL Bochum          | Bundesliga          | 3       | 0     | 0       | 0    | —           | —           | 3       | 0     |
| 1982–83             | VfL Bochum          | Bundesliga          | 21      | 1     | 5       | 1    | —           | —           | 26      | 2     |
| 1983–84             | Borussia Dortmund   | Bundesliga          | 25      | 1     | 0       | 0    | —           | —           | 25      | 1     |
| 1984–85             | Borussia Dortmund   | Bundesliga          | 32      | 1     | 3       | 0    | —           | —           | 35      | 1     |
| 1985–86             | Borussia Dortmund   | Bundesliga          | 31      | 1     | 4       | 0    | —           | —           | 35      | 1     |
| 1986–87             | Borussia Dortmund   | Bundesliga          | 24      | 1     | 2       | 0    | —           | —           | 26      | 1     |
| 1987–88             | Borussia Dortmund   | Bundesliga          | 14      | 3     | 2       | 0    | 2           | 0           | 18      | 3     |
| 1988–89             | Borussia Dortmund   | Bundesliga          | 21      | 0     | 5       | 2    | —           | —           | 26      | 2     |
| Total               | RFA                 | RFA                 | 171     | 8     | 21      | 3    | 2           | 0           | 194     | 11    |
| Total de la carrera | Total de la carrera | Total de la carrera | 171     | 8     | 21      | 3    | 2           | 0           | 194     | 11    |